# Австрійський шилінг
Австрі́йський шилінг (нім. Österreichischer Schilling) — колишня грошова одиниця Австрії, перебувала в обігу у період з 1925 по 2001 рік, після чого була замінена на Євро. Літерний код валюти: ATS, скорочене позначення: S або öS. Поділялася на 100 грошів (нім. Groschen). В обігу перебували монети номіналом 1, 2, 5, 10, 50 грошів і 1, 2, 5, 10, 20, 50 шилінгів та банкноти в 20, 50, 100, 500, 1 000 і 5 000 шилінгів. Центральний банк — Національний банк Австрії.
З 1 січня 2002 року австрійський шилінг обмінюється на євро за курсом 13,7603 шилінга за 1 євро (курс обміну був зафіксований ще 1 січня 1999 року).

## Назва
«Шилінг» — германізована назва золотої монети часів раннього середньовіччя. Германці з часів переселення народів і до середини VIII століття шилінгом називали візантійський золотий солід (або ауреус). Пізніше шилінгами стали називатися монети ряду інших європейських держав.

## Історія
До запровадження шилінга на території Австрійської республіки в обігу перебувала австрійська крона, яка зазнала значної девальвації під час Першої світової війни. Введення нової валюти було передбачене нім. Schillingrechnungsgesetz, дос. «Актом Шилінга» від 20 грудня 1924 року. Згідно з цим Актом, з 1 березня 1925 в країні вводилася нова валюта шилінг, яка дорівнювала 10 тисячам старих австрійських крон.
Після «Аншлюсу» Австрії Третім Рейхом в березні 1938, паралельно з шилінгом в обігу перебувала Райхсмарка, з фіксованим курсом між ними: 1,5 шилінга за 1 райхсмарку. Після Другої світової війни, 30 листопада 1945 року союзницьким військовим командуванням були представлення нові шилінги — паперові банкноти номіналами від 50 грошів до 100 шилінгів, усі 1944 року друку. Обмін райхсмарок на нові шилінги проводився у відношенні 1:1, але з обмеженням в 150 шилінгів на людину. Національний банк Австрії також почав видавати банкноти шилінга в 1945 році, а перші монети були випущені в 1946 році.
21 листопада 1947 року був прийняти другий Закон Шилінга (на противагу першому з 1924 року) згідно з яким вводилися нові банкноти австрійського шилінга. Кожна людина могла обміняти 150 старих шилінгів на нові за курсом 1:1, а більше цієї суми за курсом 3:1 (три старі шилінги за один новий). Монет ця реформа не торкнулася.
У 1950-х роках валютний курс австрійського шилінга стабілізувався і був прив'язаний до долара США у співвідношенні 26 шилінгів за один долар. З падінням Бреттон-Вудської валютної системи у 1971 шилінг спочатку був прив'язаний до кошика валют, а у липні 1976 перейшов на прив'язку лише до німецької марки. Однак рівні прив'язки до марки час від часу змінювалися.
1 січня 1999 року був встановлений курс обміну на Євро на рівні 13,7603 шилінга за 1 євро. З того часу Австрія перейшла у безготівкових розрахунках у євро. У готівковому обігу євро було введено з 1 січня 2002 року. Монети та банкноти шилінга будуть обмінюватися Національним банком Австрії безстроково.

## Монети

### Гроші

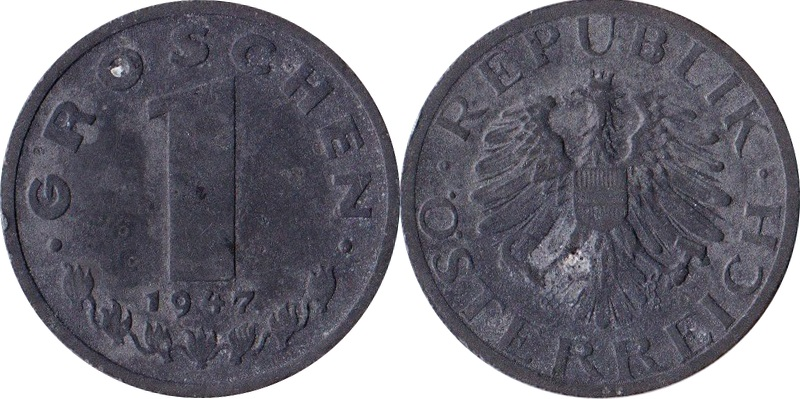
1 грош

### Шилінги

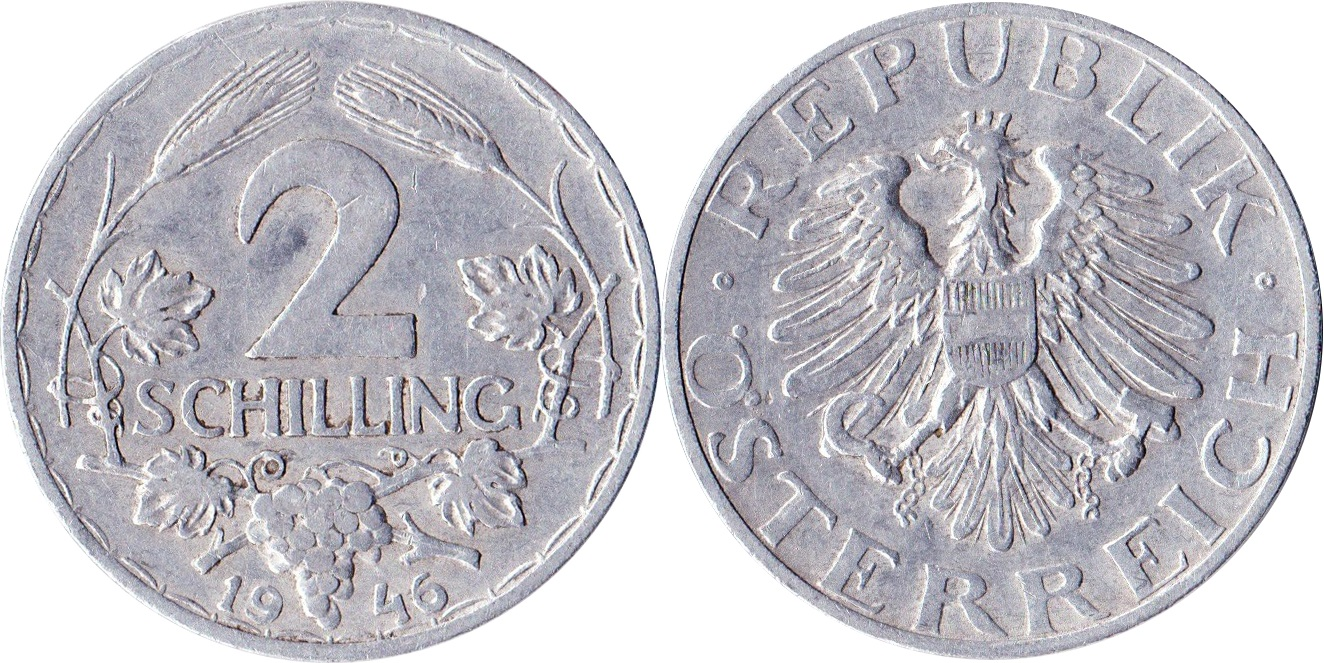
2 шилінги

## Банкноти
| Серія 1983 року | Серія 1983 року | Серія 1983 року | Серія 1983 року       | Серія 1983 року | Серія 1983 року         | Серія 1983 року                                                                                   | Серія 1983 року | Серія 1983 року |      |
| Аверс           | Реверс          | Номінал         | Еквівалент в євро (€) | Розміри (мм)    | Опис зображення         | Опис зображення                                                                                   | Дата            | Дата            | Дата |
| Аверс           | Реверс          | Номінал         | Еквівалент в євро (€) | Розміри (мм)    | Аверс                   | Реверс                                                                                            | друку           | випуску         |      |
| --------------- | --------------- | --------------- | --------------------- | --------------- | ----------------------- | ------------------------------------------------------------------------------------------------- | --------------- | --------------- | ---- |
|                 |                 | 20              | 1,45                  | 123 × 61,5      | Моріц Майкл Дафінгер    | Галерея Альбертіна                                                                                | 1 жовтня 1986   | 19 жовтня 1988  |      |
|                 |                 | 50              | 3,63                  | 130 × 65        | Зигмунд Фрейд           | Медико-хірургічний коледж Josephinum у Відні                                                      | 2 січня 1986    | 19 жовтня 1987  |      |
|                 |                 | 100             | 7,27                  | 137 × 68,5      | Ейген фон Бем-Баверк    | Австрійська академія наук                                                                         | 2 січня 1984    | 14 жовтня 1985  |      |
|                 |                 | 500             | 36,34                 | 144 × 72        | Отто Вагнер             | Віденський Поштовий Ощадний Банк                                                                  | 1 липня 1985    | 1986            |      |
|                 |                 | 1000            | 72,67                 | 152 × 76        | Ервін Шредінгер         | Віденський університет                                                                            | 3 січня 1983    | 1983            |      |
|                 |                 | 5000            | 363,36                | 160 × 78        | Вольфганг Амадей Моцарт | Віденська державна опера                                                                          | 4 січня 1988    | 17 жовтня 1989  |      |
| Серія 1997 року |                 |                 |                       |                 |                         |                                                                                                   |                 |                 |      |
| Аверс           | Реверс          | Номінал         | Еквівалент в євро (€) | Розміри (мм)    | Опис зображення         | Опис зображення                                                                                   | Дата            | Дата            | Дата |
| Аверс           | Реверс          | Номінал         | Еквівалент в євро (€) | Розміри (мм)    | Аверс                   | Реверс                                                                                            | друку           | випуску         |      |
|                 |                 | 500             | 36,34                 | 147 × 72        | Роза Майредер           | Фото Рози та Карла Майредерів і групове фото жіночої асоціації Австрійського Бундестагу в 1911 р. | 1 січня 1997    | 20 жовтня 1997  |      |
|                 |                 | 1000            | 72,67                 | 154 × 72        | Карл Ландштайнер        | Карл Ландштайнер за роботою                                                                       | 1 січня 1997    | 20 жовтня 1997  |      |

## Валютний курс

Графік валютного курсу австрійського шилінга відносно німецької марки в 1957-1998 рр. (к-сть шилінгів за 1 марку)

Завдяки тривалій прив'язці до німецької марки, австрійський шилінг мав відносно «твердий» валютний курс щодо інших найголовніших валют. Так, загалом з 1960 по 1998 рік він ослаб відносно швейцарського франка на 43 % та німецької марки на 13 %, але зміцнів відносно американського долара на 55%, французького франка на 60 %, британського фунта на 73 %, італійської ліри на 489 % та угорського форинта на 640 %.